# Wareneinkaufsfinanzierung
Die Wareneinkaufsfinanzierung (auch Einkaufsfinanzierung, Warenfinanzierung; englisch Sales Finance) ist im Handel ein Finanzierungsinstrument, das den Händlern beim Wareneinkauf einen Zahlungsaufschub gewährt.

## Allgemeines
Die Wareneinkaufsfinanzierung ist eine Unterart der Absatzfinanzierung und stellt ein Kreditsubstitut dar, das die klassischen Finanzierungsformen wie Lieferantenkredit (der Lieferant räumt ein Zahlungsziel ein), Bankkredit (ein Kreditinstitut gewährt einen Kontokorrentkredit) oder Factoring (Forderungskauf von Debitoren durch eine Factor) ersetzt. Bei der Einkaufsfinanzierung werden Waren finanziert, die zum Wiederverkauf bestimmt sind. Finanzierungsobjekte sind insbesondere die mit einem hohen Kaufpreis verbundenen Investitionsgüter wie Kraftfahrzeuge oder Maschinen, weniger die zu den Konsumgütern gehörenden Handelswaren. 

## Abwicklung

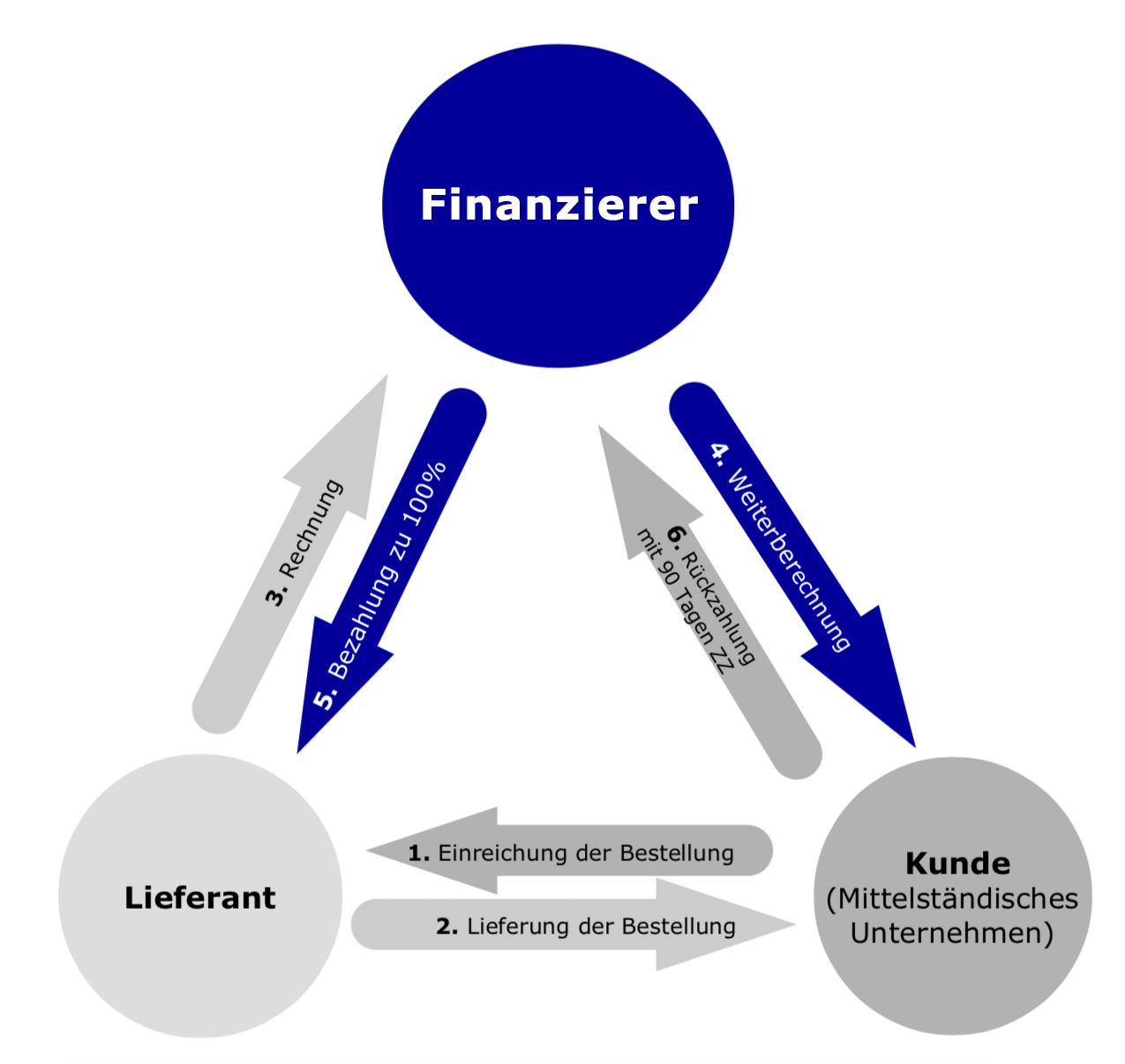
Ablauf einer Wareneinkaufsfinanzierung über eine Finanzierungsgesellschaft

Die Einkaufsfinanzierung wird weder von Lieferanten (Hersteller) noch von Kreditinstituten übernommen, sondern durch hierauf spezialisierte Finanzintermediäre.
Der Händler bestellt die zu finanzierenden Waren beim Hersteller, der sie sofort an den Händler liefert. Die Zahlungsbedingung des Herstellers sieht eine Barzahlung vor. Der Händler (oder der Hersteller) übergibt dem Finanzintermediär die Rechnung des Herstellers, die aufgrund eines bestehenden Rahmenvertrages direkt vom Finanzintermediär an den Hersteller bezahlt wird. Dadurch wird der Finanzintermediär gegenüber dem Händler zum Kreditgeber, der Händler zum Kreditnehmer aufgrund des Rahmenvertrages, der wiederholte Lieferungsfinanzierungen vorsieht und damit als revolvierender Kredit gilt. Die Tilgung erfolgt nach 30 bis 90 Tagen aus den Umsatzerlösen, die durch den Weiterverkauf der Waren entstehen.
Im Kfz-Handel ist die Einkaufsfinanzierung wegen der hohen Kaufpreise besonders ausgeprägt. Sie wird hier meist von Autobanken als Händlerfinanzierung durchgeführt, ist dann aber kein Kreditsubstitut. 

## Wirtschaftliche Aspekte
Der wesentliche Vorteil der Einkaufsfinanzierung besteht für den Händler darin, dass er durch die Barzahlung Skonto erhält, dessen Effektivzins über dem Kreditzins von Kontokorrentkrediten liegt. Dadurch verbessert sich – ceteris paribus – die Rentabilität beim Händler. Dieser schont auch seine Liquidität und seine Kreditlinien bei Kreditinstituten, weil ihm das Working Capital durch den Finanzintermediär bereitgestellt wird. Dadurch können Lieferengpässe vermieden werden. Als Kreditsicherheit werden die Gegenstände entweder durch Sicherungsübereignung (bei Maschinen oder sonstigen Gegenständen) oder durch Sicherungsübereignung von Kraftfahrzeugen dem Finanzintermediär als Sicherungsnehmer übertragen. Üblicherweise werden zur Absicherung der Wareneinkaufsfinanzierung Warenkreditversicherungen, Eigentumsvorbehalte sowie weitere Ausschlussregelungen wegen Mängel- und Gewährleistungsrechten vereinbart.
Wird die Einkaufsfinanzierung innerhalb von bestehenden Lieferketten vorgenommen, liegt Supply-Chain-Finance vor.

## Abgrenzung
Die Wareneinkaufsfinanzierung wird häufig mit Finetrading gleichgesetzt, was jedoch nur eine Methode der Wareneinkaufsfinanzierung darstellt, bei der ein bankenunabhängiges Unternehmen mit dem Lieferanten einen Vertrag abschließt.
Eine auf dem deutschen, österreichischen und schweizerischen Markt bekannte Form der Wareneinkaufsfinanzierung ist das sogenannte IBIF (InBetweenerInvoiceFinance)-Modell.